# David A. Lüngen
David Alexander Lüngen (* 30. Mai 1980 in Düsseldorf) ist ein deutscher Politiker (CDU). Seit 2021 ist er Beigeordneter für Schule, Jugend, Sport und Integration und seit 2022 Stadtdirektor von Mülheim an der Ruhr.

## Werdegang
Nach dem Abitur an der Theodor-Heuss-Schule in Ratingen im Jahr 1999 leistete David Lüngen 1999 / 2000 seinen Zivildienst bei der Johanniter-Unfall-Hilfe. In den Jahren 2000 bis 2006 studierte er Rechtswissenschaft an der Heinrich-Heine-Universität in Düsseldorf mit der ersten juristischen Staatsprüfung 2007. Nach seinem Rechtsreferendariat am Landgericht Duisburg in den Jahren 2007 bis 2009 legte er die zweite juristische Staatsprüfung ab. Im Anschluss studierte David Lüngen von 2009 bis 2012 European Union Law an der University of Leicester mit dem Abschluss Master of Laws (LL. M.).
In den Jahren 2001 bis 2009 arbeitete er neben dem Studium und Referendariat als Mitarbeiter von Abgeordneten des Landtages Nordrhein-Westfalen. 2010 wurde er Zentralbereichsleiter im Büro des Bürgermeisters der Stadt Nettetal und 2014 Erster Beigeordneter der Stadt Erftstadt.
2017 übernahm er als Ministerialrat in der Staatskanzlei des Landes Nordrhein-Westfalen die Büroleitung des Ministers für Bundes- und Europaangelegenheiten sowie Internationales. Als Referatsleiter war er anschließend für EU-Angelegenheiten, Koordination europäischer Fachpolitiken, Subsidiarität und Brexit zuständig.
Seit dem 1. November 2021 ist David Lüngen Beigeordneter für Schule, Jugend, Sport und Integration der Stadt Mülheim an der Ruhr. Im September 2022 wurde er vom Rat der Stadt außerdem einstimmig zum Stadtdirektor bestellt.

## (Kommunal-)Politik
Seit seiner Jugend ist David Lüngen auf kommunalpolitischer Ebene aktiv. Zunächst im Jugendrat und dann als Mitglied der Jungen Union und der CDU in seiner Heimatstadt Ratingen. 2004 wurde er dort Ratsmitglied und 2009 wurde er zum Ersten stellvertretenden Bürgermeister gewählt. Von 2009 bis 2014 war er außerdem Kreistagsabgeordneter im Kreis Mettmann. Seit 2021 engagiert er sich als sachkundiger Bürger für die CDU in der Kommission Europa des Landschaftsverbandes Rheinland.

## Weitere Aktivitäten
David Lüngen gründete im Jahr 2023 den Verein Deutsch-Libanesisches Forum e. V. dessen Vorsitzender er auch ist. Der Verein möchte die deutsch-libanesischen Beziehungen in verschiedenen Sektoren durch Zusammenarbeit auf allen Ebenen verbessern. Er soll als Vernetzungsplattform für gesellschaftliche, wirtschaftliche und politische Akteure dienen.
Er ist außerdem seit über 20 Jahren Mitglied und Ehrensenator der KG Stadtgarde Funken Rot-Wiss Ratingen 1948 e. V.

## Privates
David Lüngen ist verheiratet und lebt mit seinem langjährigen Partner Thomas Kufen in Essen.